# Heteroderes azoricus
Heteroderes azoricus là một loài bọ cánh cứng trong họ Elateridae. Loài này được Tarnier miêu tả khoa học năm 1860.